# 扬子黄耆
扬子黄耆（学名：Astragalus yangtzeanus）为豆科黄耆属下的一个种。

## 扩展阅读
- 維基物種上的相關：扬子黄耆